# Céline Lhotte
Céline Lhotte, née le 3 décembre 1888 à Arras et morte le 28 mai 1963 à Paris, est une écrivaine et essayiste française.

## Biographie

### Enfance et formation
Céline Sophie Lhotte est la fille de Georges Pierre Lhotte, commis de la Banque de France d’Arras, et de Palmyre Irma Do. En 1900, ses parents s’installent au Havre où elle résidera jusqu’en 1937. Elle fréquente le lycée puis occupe des emplois précaires.
Lors de la Première Guerre mondiale, elle devient infirmière, plus par nécessité que par vocation, mais c’est pour elle une révélation.  Elle constate que le rôle de l’infirmière est nettement moins austère que celui du médecin et est consciente de l’apport moral plus que physique qu’elle procure aux blessés. Dès lors, elle s’engage dans le développement de la fonction sociale de l’infirmière, alors en pleine émergence. Elle prend beaucoup de notes qu’elle exploite ensuite dans des articles, des nouvelles, des romans, des témoignages et des ouvrages militants.
De foi catholique, Sophie Lhotte est membre du Tiers ordre de Saint François et proche des équipes du Sillon fondé par Marc Sangnier.

### Entre deux-guerres
Après la Première Guerre mondiale, Céline Lhotte est infirmière visiteuse dans un dispensaire havrais dirigé par le docteur Gibert. Elle effectue un travail d’assistante sociale de terrain auprès de familles  très pauvres du Havre. Son essai Monographie sociale d’un coin de France et son roman Chœur triste chez les sans-repos sont issus de cette expérience. Son discours devient plus polémique lorsque les travailleurs sociaux acquièrent un statut au cours des années 1930. En 1935, Céline Lhotte publie avec Élisabeth Dupeyrat, elle aussi assistante sociale, les résultats d’une enquête d’envergure lancée par la Jeunesse ouvrière chrétienne féminine portant sur les conditions de travail et la santé des jeunes travailleuses. Cette enquête minutieuse apparaît 80 ans plus tard encore riche d’enseignements.

### Fondation du service social des prisons
Au début de la Seconde Guerre mondiale, Céline Lhotte intègre le Secours national. Elle effectue d’abord plusieurs missions sanitaires et sociales dans le Nord de la France. En 1941, cet organisme qui gère 6023 assistantes sociales reçoit la mission d’intervenir dans les camps d’internés civils. Céline Lhotte est affectée à ce service. Dès février 1942, elle jette les bases de ce qui deviendra en 1945 le Service social des prisons. Parallèlement, elle approche la Résistance et, à partir de janvier 1942, s'engage au sein du mouvement Libération-Nord. Sa permanence de la rue Taitbout sert de « boîte aux lettres ». En février 1944, elle doit quitter Paris et effectue plusieurs missions pour la Résistance intérieure. Son expérience au sein du Secours national est relatée dans l’ouvrage Et pendant 6 ans, publié en 1947 dans la collection Réalités du travail social qu’elle dirige aux éditions Bloud & Gay et qui publie 16 ouvrages entre 1947 et 1951.

### Au Secours catholique
En 1948, Céline Lhotte est recrutée au siège du Secours catholique créé deux ans plus tôt. Elle est responsable du service propagande et publie 34 articles dans la revue Messages. Elle est portée aussi à la tête du département des prisons. L'action du Secours catholique en prison repose sur plusieurs initiatives comme les colis de Noël expédiés aux détenus, une aide financière et morale adressée aux prisonniers les plus pauvres et à leurs familles, un service de correspondance aux prisonniers (SOS Courrier) ainsi qu’un accompagnement des sortants de prison. Céline Lhotte est encore très active dans l’association lorsqu’elle trouve la mort à 74 ans, le 28 mai 1963.

## Œuvres

### Romans
- Ma mère Riquet, croquis sociaux, Valois, 1928
- La Petite Fille aux mains sales, La Renaissance du livre, 1928
- Sur les fortifs du paradis, La Renaissance du livre, 1928
- Chœur triste chez les sans repos, La Renaissance du livre, 1930
- La Marche sur les eaux, Fayard, 1932
- La Petite Bismuth, Albin Michel, 1932
- Maman Joujou, éditions Jean-Renard, 1938
- Chanter dans le vent, Maison de la bonne presse, coll. La Frégate, no 131-132, 1957

### Littérature pour la jeunesse
- Sous le doux règne des jouets, Mariage et famille, 1933Écrit avec Marise Leblanc.

### Essais
- Essais sociaux, Le Havre-Ḗclair, 1931
- Histoiresdu peuple de chez nous, Mariage et famille, 1933
- Des pauvres parmi nous, Bloud & Gay, 1934
- Coins de rues, Bloud & Gay, 1935
- Cornette et barricades, Bloud & Gay, 1935Écrit avec Ḗlisabeth Dupeyrat.
- Le Chemin de croix du grand malade, Salvator, 1936
- Révélations sur la santé des jeunes travailleuses, Spes, 1936Écrit avec Ḗlisabeth Dupeyrat.
- Préparation du futur foyer : comment assurer le pain quotidien, J.O.C.F., 1937Écrit avec Ḗlisabeth Dupeyrat.
- Le Jardin flétri : enfance délinquante et malheureuse, Bloud & Gay, 1938Écrit avec Ḗlisabeth Dupeyrat.
- Dame pauvreté chez les maîtres du monde : l'épopée franciscaine en Chine au XIIIe siècle, Aux Éditions franciscaines, 1939Écrit avec Ḗlisabeth Dupeyrat.
- Dix ans avec eux... : naissance et vie d'une cité, Mignard, 1939Écrit avec Ḗlisabeth Dupeyrat.
- Et pendant 6 ans..., Bloud & Gay, 1947
- L'Apôtre du quartier Mouffetard : Sœur Rosalie, Bloud & Gay, 1952Écrit avec Ḗlisabeth Dupeyrat.
- Ici porte d'Orléans, Spes, 1955
- Le Ressort caché : méditations à l'usage des assistantes sociales, Spes, 1955
- Ce prisonnier, comment puis-je l'aider ?, éditions S.O.S., 1963
- D'elle à moi, Salvator, 1965Lettres de Céline Lhotte à Yvonne Bougé

## Récompenses
- Prix Northcliffe-Lauréats français (1929) Sur les fortifs du paradis et La Petite Fille aux mains sales.
- Prix Anne Murray Dike (1931)
- Prix Dodo (1934) Histoire des peuples chez nous